# Hossein Vafaei
Hossein Vafaei Ayouri (n. 15 octombrie 1994, Abadan, Iran) este primul jucător iranian de snooker.  
A disputat semifinalele Openului Chinei (unde l-a învins pe Judd Trump) și Openului Galez (unde l-a învins pe Mark Selby), în 2017 și respectiv 2019. Are un break maxim de 146 în carieră, realizat în calificările Openului Chinei din 2019. Are breakul maxim de 147, dar l-a realizat ca jucător de tineret la Mondialul de Sub-21 din 2014. 
Snookerul a fost adus în Iran în zilele șahului, de către muncitorii britanici, dar sportul a fost interzis timp de peste 20 de ani de către guvernul islamist. A fost reactivat în 2000 iar de atunci conform lui Vafaei există 1400 de cluburi de snooker in țara asiatică.
Nu a avut nicio tangență cu Regatul Unit, iar prima viză pentru această țară a primit-o abia în anul 2015 (după ce anterior a fost refuzat, pentru a juca turnee profesioniste acolo). 